# ハイエンドテレビ
ハイエンドテレビは、映像美を追求する目的、あるいは、自分なりの好みのリビングの空間を実現する目的で構成されたテレビ受像機。高級テレビともいう。大衆向けのテレビとは一線を引くものが多いが、明確な定義があるわけではなく、ラグジュアリーブランド、オーダーメイド、圧倒的なスペック重視、使用している素材など、多種多様な秀でた特色がある。

## スペック
前提として画面解像度、フレームレート、色深度、色域、コントラスト、応答時間などあらゆるスペックに優れていることが多く、ディスプレイパネルもIPS型液晶や有機ELなど高価なパネルを使用していることが多い。また、ハイエンドスピーカーを搭載し音響面においても優れていることが多い。
技術革新において、国際電気通信連合などが示す最新スペックを満たすメーカーは増加傾向にあるが、ハイエンドテレビはこれらの表記スペック目指すことを目的とせず、各メーカーが独自の特色を出すこともが多く、そのストーリーや歴史が語られることも少なくない。

## ディティール
ハイエンドテレビには「インテリアを台無しにするテレビ」から「インテリアを邪魔しないテレビ」を経て、「高級家具同様インテリア構成において不可欠なテレビ」の実現をめざすものも多い。テレビは多くの家庭において画面が映っていない時間も多く、高級家具同様ディティールにも目を向けるべきという考えが一般化してきている。
ハイエンドテレビ専門のメーカーもあるが、多くのテレビメーカーが大衆向けテレビとは別にハイエンドモデルのテレビをラインナップに加えている。